# Caratê nos Jogos Pan-Americanos de 1999
Esta página mostra os resultados da Competição de Karatê masculino e feminino nos Jogos Pan-Americanos de 1999, realizada de 23 de julho a 8 de agosto de 1999 em Winnipeg, Manitoba, Canadá.

## Quadro de medalhas
| Pos.  | País                 | Medalhas de ouro. | Medalhas de prata. | Medalhas de bronze. | Total |
| ----- | -------------------- | ----------------- | ------------------ | ------------------- | ----- |
| 1     | Estados Unidos       | 5                 | 1                  | 3                   | 9     |
| 2     | Venezuela            | 2                 | 2                  | 3                   | 7     |
| 3     | Cuba                 | 2                 | 0                  | 3                   | 5     |
| 4     | Brasil               | 1                 | 4                  | 3                   | 8     |
| 5     | Antilhas Holandesas  | 1                 | 0                  | 0                   | 1     |
| 6     | México               | 0                 | 1                  | 3                   | 4     |
| 7     | Peru                 | 0                 | 1                  | 1                   | 2     |
| 8     | Colômbia             | 0                 | 1                  | 0                   | 1     |
| 9     | Canadá               | 0                 | 0                  | 2                   | 2     |
| 10    | Equador              | 0                 | 0                  | 1                   | 1     |
| 10    | República Dominicana | 0                 | 0                  | 1                   | 1     |
| 10    | Uruguai              | 0                 | 0                  | 1                   | 1     |
| Total | Total                | 11                | 10                 | 21                  | 42    |

## Competição masculina

### Kata
| Rank | Nome                 |
| ---- | -------------------- |
|      | Akira Fukuda (EUA)   |
|      | Antonio Díaz (VEN)   |
|      | Akio Tamashiro (PER) |
|      | Hector Ortiz (MEX)   |

### Kumite (–60 kg)
| Rank                 | Nome                  |
| -------------------- | --------------------- |
|                      | Yusey Padron (CUB)    |
|                      | Dov Sternberg (EUA)   |
|                      | Eduardo Noguera (VEN) |
| Sidirley Souza (BRA) |                       |

### Kumite (–65 kg)
| Rank                 | Nome                   |
| -------------------- | ---------------------- |
|                      | George Kotaka (EUA)    |
|                      | Alberto Espejo (COL)   |
|                      | William Preciado (ECU) |
| Enrique Vilela (CUB) |                        |

### Kumite (–70 kg)
| Rank             | Nome                   |
| ---------------- | ---------------------- |
|                  | Anthony Boelbaai (AHO) |
|                  | Jaime Noguera (VEN)    |
|                  | Jean Carlos Peña (VEN) |
| Célio Renê (BRA) |                        |

### Kumite (–75 kg)
| Rank                      | Nome                         |
| ------------------------- | ---------------------------- |
|                           | Ricardo Pérez (VEN)          |
|                           | Antônio Carlos Pinto (BRA)   |
|                           | Tetsuo Alonso Murayama (MEX) |
| Massimiliano Pagano (BRA) |                              |

### Kumite (–80 kg)
| Rank                        | Nome                    |
| --------------------------- | ----------------------- |
|                             | John Fonseca (EUA)      |
|                             | Nelson Sardenberg (BRA) |
|                             | Bravo Rodríguez (CUB)   |
| Antonio Puente Torres (MEX) |                         |

### Kumite (+ 80 kg)
| Rank            | Nome                   |
| --------------- | ---------------------- |
|                 | Douglas Selchan (EUA)  |
|                 | Altamiro Miranda (BRA) |
|                 | Manuel Costa (URU)     |
| Yoel Díaz (CUB) |                        |

## Competição feminina

### Kata
| Rank | Nome                 |
| ---- | -------------------- |
|      | Kellie Kennedy (EUA) |
|      | Ulda Alarcon (MEX)   |
|      | Ana Martínez (VEN)   |
|      | Roxana Flores (PER)  |

### Kumite (–53 kg)
| Rank                    | Nome                    |
| ----------------------- | ----------------------- |
|                         | Beisy Quintana (CUB)    |
|                         | Gladys Eusebio (PER)    |
|                         | Btissima Essadiqi (CAN) |
| Christina Muccini (EUA) |                         |

### Kumite (–60 kg)
| Rank            | Nome                 |
| --------------- | -------------------- |
|                 | María Wayow (VEN)    |
|                 | Maria Maia (BRA)     |
|                 | Barbara Chinen (EUA) |
| Lisa Ling (CAN) |                      |

### Kumite (+ 60 kg)
| Rank                  | Nome                         |
| --------------------- | ---------------------------- |
|                       | Lucélia Ribeiro (BRA)        |
|                       | Katty Mercedes Acevedo (DOM) |
|                       | Cristina Madrid (MEX)        |
| Kimberly Morgan (EUA) |                              |